# Israël Al-Naqawa
Pour les articles homonymes, voir Al-Naqawa.
Israël ben Joseph Al-Naqawa (hébreu : ישראל בן יוסף אל-נקווא Israël ben Yossef al-Naqawa) est un rabbin et moraliste séfarade ayant vécu dans la péninsule Ibérique au XIVe siècle.
Mort en martyr sur le bûcher aux côtés de Juda ben Asher lors des persécutions anti-juives de 1391, il est principalement connu pour son œuvre éthique en 20 chapitres, intitulée Menorat ha-Maor (« Le candélabre brillant »). Le livre s’ouvre sur un long poème où le nom de l’auteur figure en acrostiche et sur une préface en prose rimée. Chaque chapitre est également précédé d’un poème avec Israël en acrostiche. Imprimé en 1578, il est conservé en manuscrit à la bibliothèque bodléienne. 
Une version résumé a également été publiée à Cracovie en 1593 sous le titre de Menorat Zahav Koulla (« Le candélabre entièrement en or »). Elle est divisée en cinq sections qui contiennent des observations :
- sur les lois en général
- sur l’éducation
- sur le commerce
- sur le comportement à adopter par les juges et les personnes en litige au tribunal
- sur la conduite à adopter envers le prochain.

Elle est suppléée par le traité Sefat Eliyahou Rabba, un recueil de maximes talmudiques, midrashiques et morales qui a également été publié en allemand (avec des caractères hébreux) par Wagenseil dans son Belehrung der Jüdische-Deutschen Red-und Schreibart (Königsberg, 1699).
Son fils Ephraim est une figure emblématique de la communauté juive de Tlemcen (Algérie) des XIVe et XVe siècles.